# Anourosorex yamashinai
Anourosorex yamashinai és una espècie d'eulipotifle de la família de les musaranyes. És endèmica de Taiwan, on viu a altituds d'entre 300 i 3.000 msnm.